# Doctor Mora
Doctor Mora é um município do estado de Guanajuato, no México.